# Kilian Virviescas
Kilian Edwin Virviescas Rojas (ur. 2 sierpnia 1980 w Bogotá) – kolumbijski piłkarz występujący najczęściej na pozycji lewego pomocnika. Od 2011 roku zawodnik Unión San Felipe, grającego w Primera División de Chile.